# Schlacht bei Neumarkt-Sankt Veit
Sacile – Teugn-Hausen – Weichselfeldzug – Raszyn – Abensberg – Landshut – Eggmühl – Regensburg – Neumarkt – Ebelsberg – Piave – Aspern – Sankt Michael – Stralsund – Bergisel – Raab/Győr – Graz – Wagram – Korneuburg – Stockerau – Gefrees – Hollabrunn (Schöngrabern) – Znaim – Walcheren–Schlacht an der Baskischen Reede

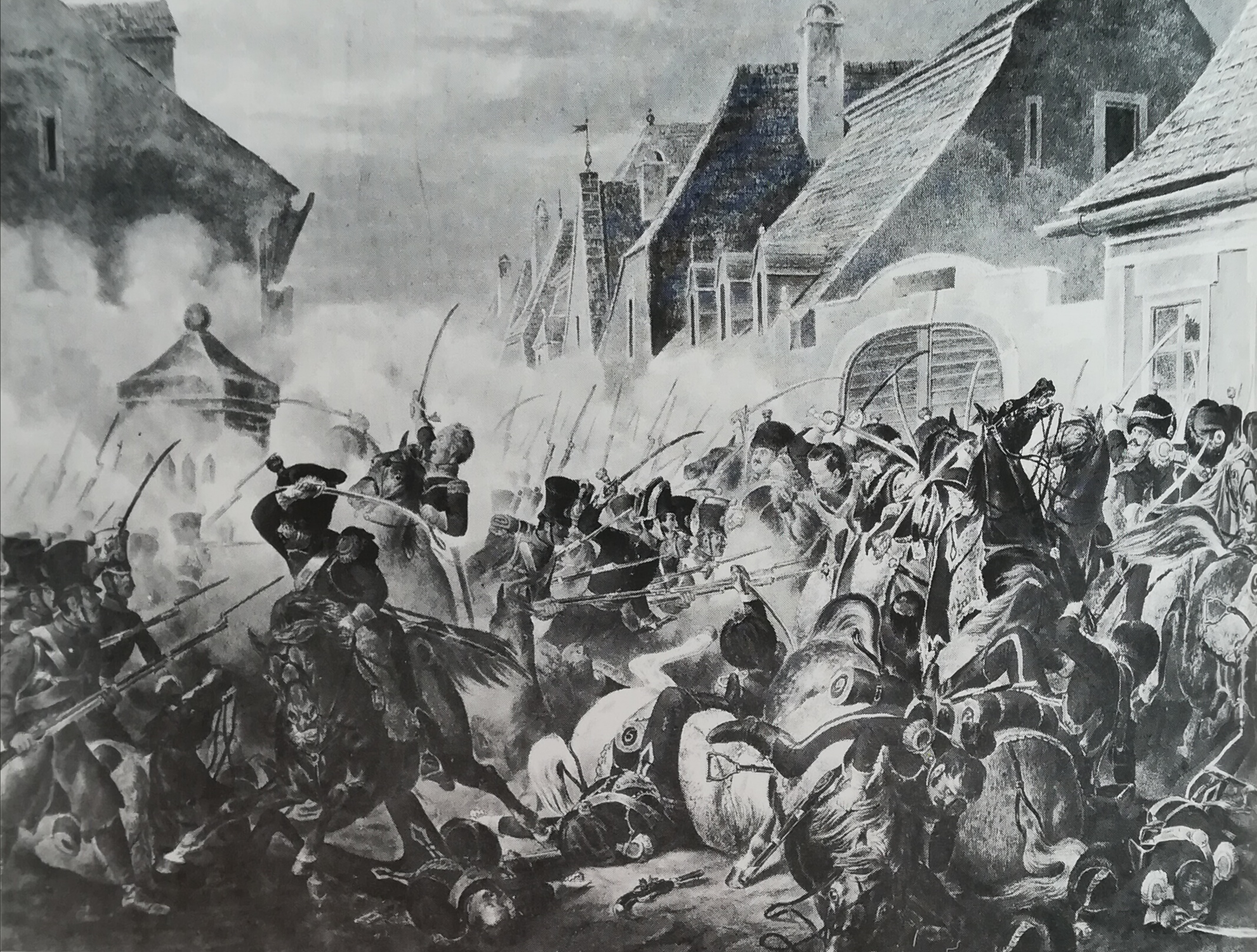
Gefecht von Neumarkt am 24. April 1809. Lithographie von M. Trentsensky, Militärhistorisches Museum Wien

Das Gefecht von Neumarkt-Sankt Veit war Teil des Fünften Koalitionskrieges und fand am 24. April 1809 statt. Die sich in der Verfolgung befindlichen französisch-bayerischen Truppen unter Marschall Bessières wurden dabei von einer zahlenmäßig überlegenen österreichischen Streitkraft unter Feldmarschallleutnant Johann von Hiller angegriffen. Der Ort Neumarkt-Sankt Veit liegt zehn Kilometer nördlich von Mühldorf und 33 Kilometer südlich von Landshut. Ohne zu wissen, dass die österreichische Hauptarmee unter Erzherzog Karl bereits besiegt worden war, wandten sich Hillers Truppen den Verfolgern zu. Südlich von Neumarkt-Sankt Veit wurden die französischen Divisionen Molitor sowie die bayerische Division von Wrede angegriffen und mit einem Verlust etwa 2000 Mann nach Norden zurückgeworfen.

## Vorgeschichte
Die ab 10. April in Bayern eingefallene österreichische Hauptarmee unter Erzherzog Karl wurde am 20. April bei Abensberg und am 22. bei Eggmühl von den Franzosen unter Kaiser Napoleon geschlagen und in zwei Teile gespalten. Der österreichische linke Flügel unter Hiller hielt sich auf einer 13 Kilometer langen Front zwischen Mainburg im Süden bis nach Biburg im Norden. Hillers Flügel mit 42.000 Mann bestand aus dem V. Armeekorps unter Feldmarschalleutnant (FML) Erzherzog Ludwig von Österreich, dem VI. Armeekorps unter FML Hiller, sowie dem II. Reservekorps unter FML von Kienmayer und Teilen des III. Armeekorps. Nach Abensberg wurden das österreichische V. und VI. Armeekorps nach Südosten abgedrängt, Hillers Truppen zogen sich über Rottenburg nach Pfeffenhausen zurück. Die Verluste Hillers zwischen 19. und 21. April in den Kämpfen bei Abensberg und Landshut betrugen gesamt 12.140 Mann und 11 Geschütze. Hillers Kräfte schrumpften durch die Abgabe der Division FML von Lindenau vom V. Korps, sowie durch den Abmarsch der Kürassier-Brigade des Generalmajor Schneller bis zum Abend des 22. April auf 28.400 Mann mit 70 Kanonen zusammen.

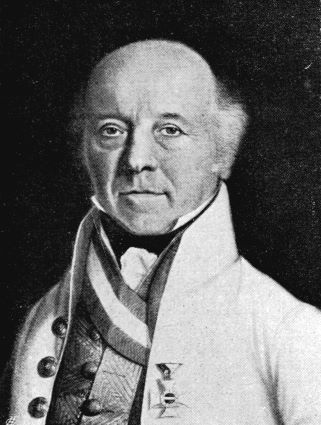
Johann von Hiller (1754–1819)

Napoleons Hauptmacht begann Erzherzog Karl nach Böhmen zu verfolgen, gleichzeitig gab er Marschall Bessieres die Anweisung auch den österreichischen linken Flügel unter Hiller zu verfolgen und verstärkte dessen Kavalleriedivision mit zwei Infanteriedivisionen. Kaiser Napoleon plante, den Inn zu überqueren und Braunau am Inn zu erobern. Er gab Bessières die Weisung, mit der bayerischen Division von Wrede vom VII. Korps, der französischen Division Molitor vom IV. Korps und mit den Truppen unter Brigadegeneral Jacquinot die Verfolgung aufzunehmen. Am folgenden Tag erreichte Wredes Division Neumarkt-Sankt Veit, von dort wurde die Kavallerie unter Marulaz zum Inn vorausgesandt. Die Masse von Hillers Truppen lag am 23. April mit 27.000 bis 28.000 Soldaten gegen Mittag in der Nähe von Mühldorf und Neuötting am Inn. Weil die Division unter FML Franz Jellacic  nach München detachiert wurde, kam vom IV. Armeekorps, die Brigade FML Dedovich, die bisher bei Passau gesichert hatte, unter Hillers Kommando und wurde zur Sicherung nach Braunau verlegt. Hiller bemerkte, dass die französische Verfolgung am 23. nachgelassen hatte und beschloss einen Gegenangriff anzusetzen. Nördlich von Mühldorf bei Erharting traf die französische Reiterei unter Marulaz auf Hillers Vortrab, worauf sich dieser am Abend des 23. April wieder in Richtung Neumarkt zurückzog.

## Das Gefecht bei Neumarkt

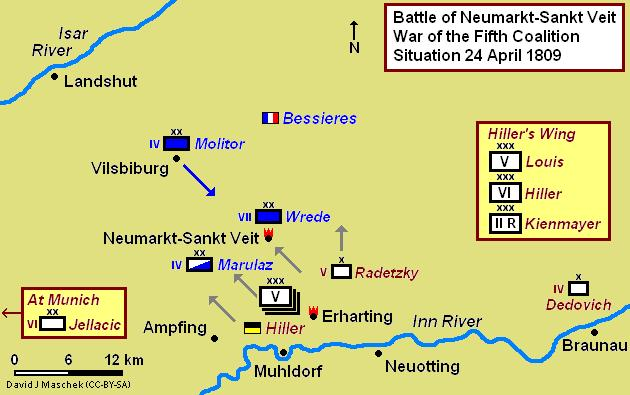
Taktische Skizze zum Kampfgebiet

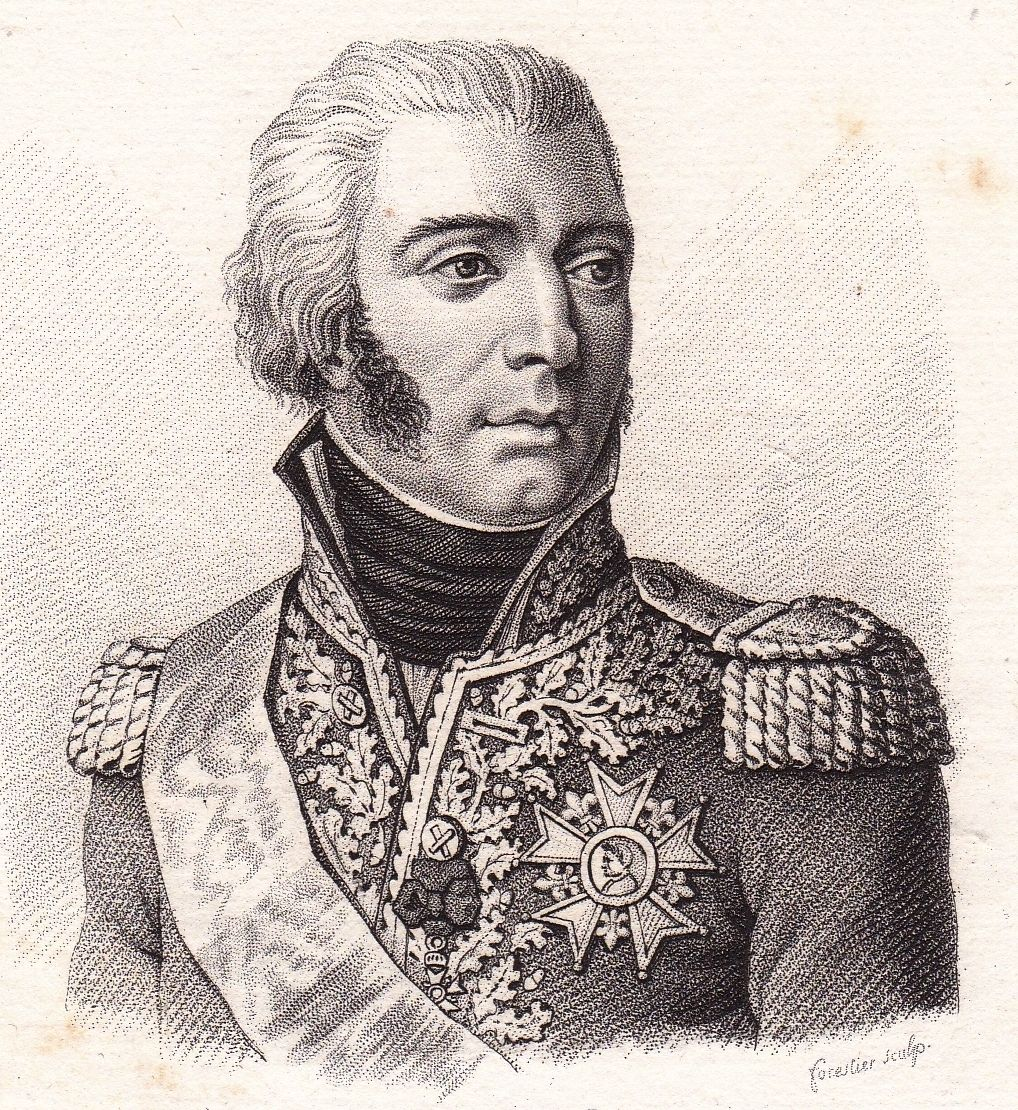
Marschall Bessières

Als Hiller erfuhr, dass französische Truppen bereits Neumarkt erreicht hatte, beschloss er, dieselben anzugreifen. Marschall Bessieres hatte mit den Divisionen Molitor und Wrede, nebst der Reiterei unter Marulaz an beiden Ufern der ziemlich sumpfigen Rott vor und hinter Neumarkt etwa 18.000 Mann versammelt. Die bayerische Division Wrede hielt in vorderster Linie. Die französische Division Molitor war von Vilsbiburg her im Anmarsch. Die Kavallerie stand bis Unter-Rohrbach voraus.
Am 24. April um drei Uhr Morgens überschritten die österreichischen Truppen den Inn in Altötting und gingen er in drei Kolonnen vor, deren jede eine eigene Avantgarde voranging:
- I. Kolonne unter FML Fürst von Reuß-Plauen mit den Brigaden GM Bianchi und Oberst Fröhauf (10,5 Bataillone und 11 Eskadronen)

- II. Kolonne unter FML Graf Kottulinsky mit den Brigaden GM Weißenwolf (Klebeck Infanterie-Regiment Nr. 14 und Jordis Infanterie-Regiment Nr. 59) und GM Hohenfeld (12,5 Bataillone und 10 Eskadronen)

- III. Kolonne unter FML Vincent mit der Brigade GM von Hoffmeister (Stipsics Husaren, Knesevich-Dragoner, Benjowsky-Infanterie-Regiment 31 und Splenyi Infanterie-Regiment 51 mit 6 Bataillone und 9 Eskadronen) sowie die Brigade des GM Nordmann bei der Avantgarde.

Reserven und Flügelschutz
- Division des FML Schustekh mit der Brigade Generalmajor Joseph von Mesko und Brigade Radetzky (8 Bataillone)

- II. Reservekorps FML Baron von Kienmayer mit den Brigaden GM d'Aspré und GM Clary (5 Grenadier-Bataillone und 4 Eskadronen)

- Die selbständig operierende Brigade des Generalmajor Reinwaldt hat zwei Bataillons der Brigade Joseph Mittrowski, und eine Eskadron Stipsics-Husaren, auf der nach Eggenfelden führenden Straße bis Unter-Türken vorzuführen.

Zusammen mit den drei Avantgarden, die sich schon jenseits des Inn befanden, sowie der Reserve, dem Regiment Joseph Mitrowsky und den Rosenberg Chevaulegers zählte das Hillersche Korps zusammen 42 Bataillone und 39 Eskadronen.

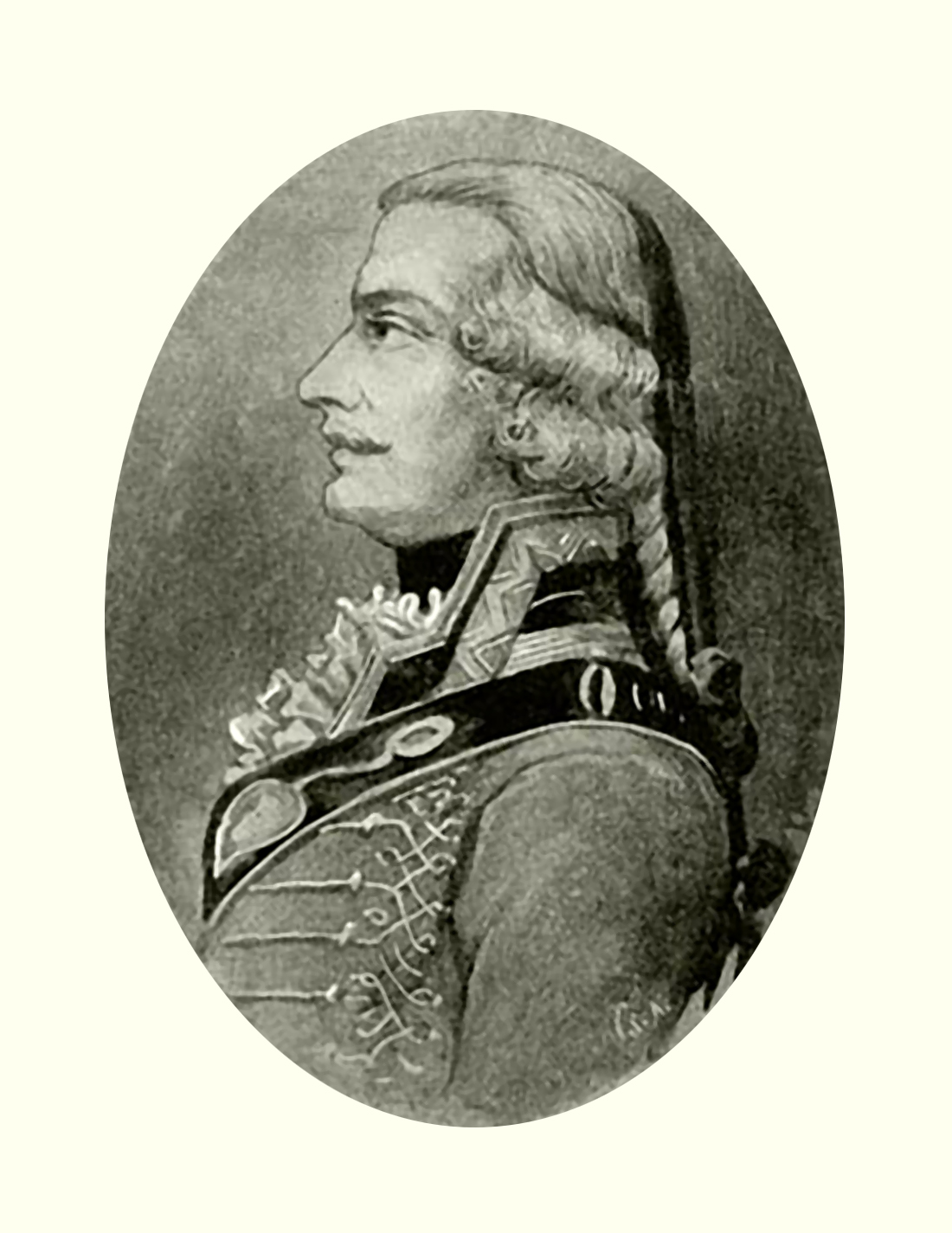
Generalmajor Joseph von Mesko

Laut Hillers Disposition sollten bei Winhering drei Kolonnen zum Gegenangriff formiert werden und diese ab fünf Uhr morgens mit den Zentrum bei Neumarkt, mit dem rechten Flügel bei Kloster Sankt Veit, mit dem linken Flügel bei Nieder-Bergkirchen abmarschieren.
Die I. Kolonne marschierte rechts von der Straße, Erharting links lassend, und ihre Richtung auf Klebing nehmend um nach Leonberg vorzurücken. Die II. Kolonne nahm ihren Marsch auf der Straße über Erharting und war angewiesen bis Neumarkt, mit der ersten in gleicher Höhe, vorzugehen. Die III. Kolonne schlug den Weg links von der Straße über Friering, Nieder-Porchkirchen gegen den Rott-Abschnitt ein. FML Baron Vincent sollte das Vorgehen der Kolonnen Hillers auf Neumarkt dadurch erleichtern, dass seine Brigaden die Aufmerksamkeit der Bayern auf sich ziehen sollten. General Nordmann kommandierte die Avantgarde der III. Kolonne und hatte den Auftrag von Degning längs den Höhen entlang des Inntales bis Mühldorf vorzurücken und dann die Operationen des Zentrums zu unterstützen. Sollten die Franzosen bei Neumarkt längeren Widerstand leisten würden, hätten Nordmanns Truppen zur Umgehung über Lohkirchen anzusetzen und gegen die rechte Flanke des Gegners vorzugehen. Am rechten Flügel sichernd, rückte die Brigade von Generalmajor Radetzky nach Eggenfelden vor und führte seine Brigade auf der Straße nach Landau über Gangkofen auf Dingolfing vor. General Reinwaldt folgte nach dem Abmarsch von Radetzkys Truppen aus Wurmannsquick nach Eggenfelden nach.
Die II. Kolonne der Österreicher war gegen 7 Uhr Morgens auf den Feind gestoßen. Die Brigade des Generals Mesko führte die Avantgarde der II. Kolonne auf der Hauptstraße über Neumarkt zur Bina vor und stieß jenseits des Dorfes Stetten mit dem Feinde zusammen. Die Divisionen Wrede und Molitor waren von Landshut bereits nach Neumarkt nachgerückt. Von dort aus wurde eine Vorhut vorgeschoben, davon zwei bayerische Bataillons, die Erharting am Isen besetzten, zwei Kavallerie-Regimenter die weiter gegen den Inn bei Winhering vorrückten. Die II. Kolonne konnte infolge ihre durch die Disposition vorgezeichnete Aufgabe nicht erfüllen und kam kaum eine Stunde über Stetten hinaus, deshalb musste Generalmajor Weissenwolf links gegen Lohkirchen dirigiert werden.
Gegen 9 Uhr vormittags tobte der Kampf auf der ganzen Linie. Die vorne stehende bayrische Division Wrede hatte durch das letzte Defilee ihre Linie teils an den morastigen Ufern zwischen der Stadt und ihren Vorstädten eingenommen und hatte zusätzlich die fließende Rott im Rücken. Beim Dorf Stetten hatten sich zwei berittene Jäger-Regimenter des Generals Marulaz verschanzt. Die Chevauxleger-Brigade unter Oberst von Preysing stand nebst der übrigen bayerischen Infanterie hinter Neumarkt und hatte bloß eine Abteilung zur Beobachtung des Rott-Tals nach Hörbering entsendet. Die Kontrolle der Höhen bei Unterscherm und beim Kloster Sankt Veit waren der Schlüssel zur Sicherung der Stellungen am rechten Ufer der Rott. Dort war nur ein Regiment der bayerischen Brigade des Generalmajor Minuzzi eingesetzt, dazu kamen drei bayerische Batterien auf vorteilhaften Punkten platziert. Die durch überhöhende Stellungen gut gesicherte Front der Division Wrede war aber ziemlich ausgedehnt und da jeglicher Flankenschutz fehlte, so konnte eine Umgehung, besonders am linken Flügel leicht angesetzt werden.

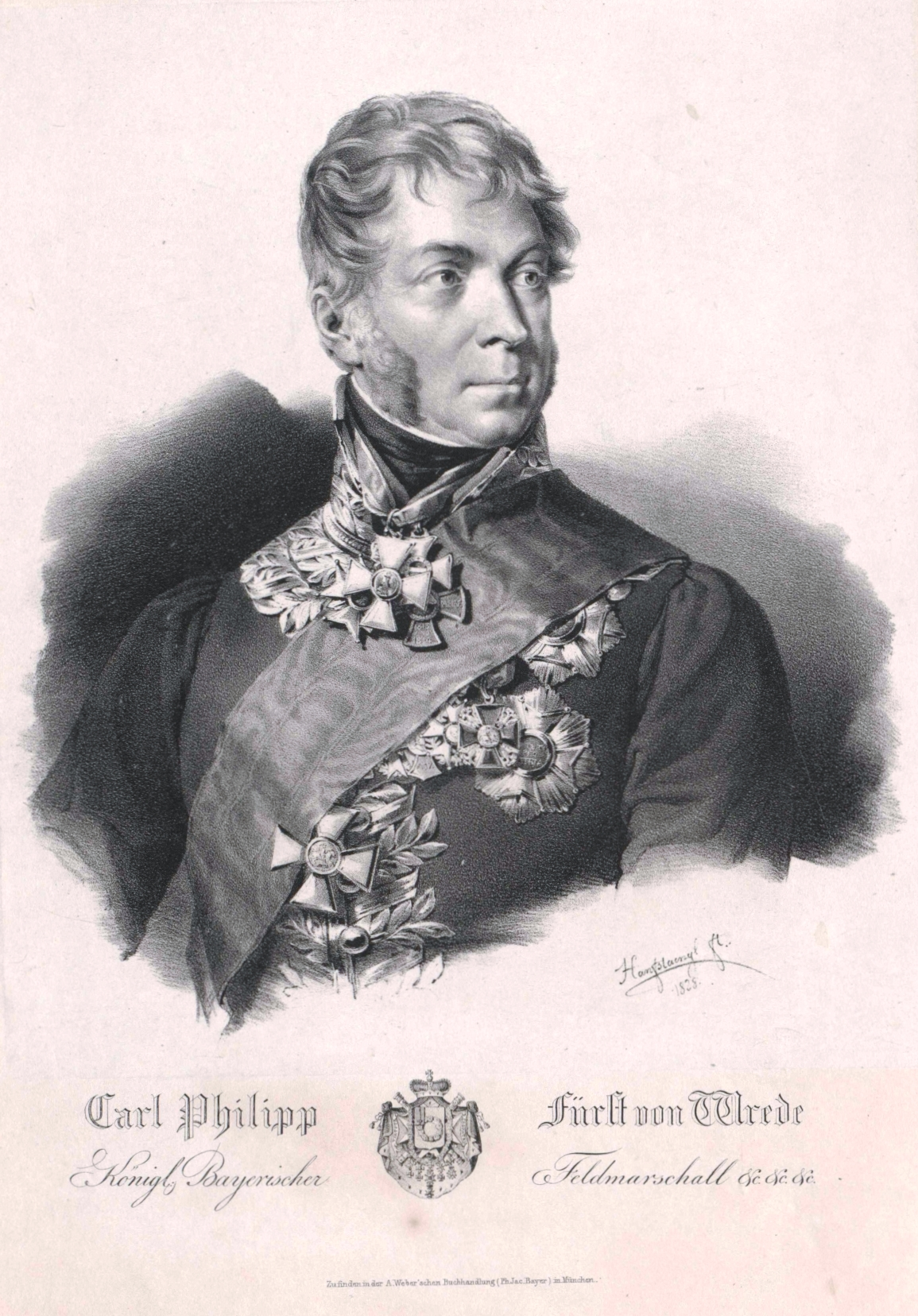
Carl Philipp von Wrede

Die österreichische Brigade des Generalmajor Weissenwolf versuchte sich auf den Höhen von Lohkirchen entwickeln und Plänkler gegen die Rott verschieben, im Ganzen aber die rechte Flanke der Bayern zu bedrohen. Bald unterstützte auch die in 6 Abteilungen formierten Truppen der Brigade Hohenfeld, sodass die Kolonne des FML Graf Kottulinsky eine neue Direktion erhielt, in der seine Truppen über Zangberg die Rott erreichen sollten, wo die I. Kolonne bereits im Kampfe stand. Um 13 Uhr sah sich die Division des Generals Wrede auf beiden Flanken umgangen und in der Front stark bedrängt, sodass er den Rückzug hinter die Rott antreten musste, wo seine Truppen von der aus Vilsbiburg ankommenden Division Molitor aufgenommen wurden. Die bayerische Brigade Becker musste sich von einer Höhe zur nächsten Höhe zurückziehen, verlor dabei das Dorf Oberscherm und geriet dann in krisenhafte Unordnung als noch zu rechter Zeit die Unterstützung der Division Molitor eintraf. Ein französisches Fußregiment verstärkte den linken Flügel der Bayern und versuchte wieder angriffsweise vorzugehen, als die österreichische Brigade Fröhauf in der Flanke erschien und die Front von links her aufrollte. Kaum bemerkte Oberst Bakony (Infanterie-Regiment Nr. 39) dass sich die zurückgehende französische Kavallerie an der Brücke über die Rott stocke, ließ er diesen Haufen durch seine Jäger angreifen. Zusammen mit Teilen des Regiments Klebeck wurde ein berittenes französisches Jäger-Regiment, dass den Rückzug der Bayern decken wollte, in Kampf zwischen den Häusern und Gärten der Vorstadt fast aufgerieben.
Gegen 15 Uhr war die Schlacht für die Österreicher entschieden. Hätte Wrede seine Aufstellung vor dem Defilee bei Unterscherm, Strass und Sankt Veit im Moment vor dem österreichischen Angriff nicht verlängert, dass er den größten Teil seiner Division auf das rechte Ufer zog, so hätte sein Rückzug über die enge Brücke der Rott und durch das Häusermeer in geordneter Weise erfolgen können.

## Folgen
FML. Hiller verlor bei Neumarkt an Toten 4 Offiziere, 148 Mann, an Verwundete 21 Offiziere und 603 Mann sowie 122 Gefangene, zusammen 776 Tote und Verwundete, im Ganzen 25 Offiziere und 873 Mann. Die Bayern hatten 586 Tote und Verwundete, dazu 200 Gefangene. Der französische Verlust von Bessieres lag bei etwa 2000 Mann‚ wovon 27 Offiziere und 887 Mann in Gefangenschaft gerieten.
In der Nacht zum 24. April erfuhr Hiller von der Niederlage Erzherzog Karls in der Schlacht bei Regensburg und zog sich nach Neuötting zurück. Beim weiteren Rückzug auf den Inn erreichte die Gruppe Hiller am 26. April Braunau und Burghausen. Gleichzeitig rückte Massenas Vorhut unter Legrand in Schärding ein. Das zur Gruppe Hiller gehörende II. Reservekorps unter Kienmayer war bereits mit rund 4500 Mann Infanterie und 800 Reiter im Raum Linz vorausgegangen, um das nördliche Donauufer zu sichern. Napoleon verlegte am 27. April sein Hauptquartier nach Mühldorf und am 30. nach Burghausen, das IV. Korps unter General Masséna wies er an, für die Verfolgung die Straße nach Passau zu nehmen. Hiller versuchte vergeblich durch Gegenangriffe seiner Division Schusteck die verlorene Linie am Inn zurückzugewinnen, die Brigade unter Bianchi diente im Norden als Flankendeckung auf der Straße von Schärding nach Wels und wurde bis Grieskirchen vorgeschoben. Als Hiller feststellte, dass er allein am Donau-Südufer der Hauptarmee Napoleons gegenüberstand, zog sich Hiller rasch nach Osten in Richtung Linz zurück. Er musste sich dann vor den verfolgenden Franzosen unter Marschall Massena südlich Linz über die Traunbrücke in Richtung auf Enns abzusetzen. Die Franzosen konnten die Österreicher an der Traun einholen und es entwickelte sich am 3. Mai die Schlacht bei Ebelsberg ein verlustreicher Kampf um die Brücke und das Städtchen Ebelsberg. Für die Truppen Napoleon I. war danach der Weg nach Wien frei.